# Темрюкское городское поселение
Темрю́кское городско́е поселе́ние — муниципальное образование в Темрюкском районе Краснодарского края России.
В рамках административно-территориального устройства Краснодарского края ему соответствует город районного значения с подчинёнными ему тремя сельскими населёнными пунктами.
Административный центр — город Темрюк.

## Население
| 2010    | 2012    | 2013    | 2014    | 2015    | 2016    | 2017    |
| ------- | ------- | ------- | ------- | ------- | ------- | ------- |
| 38 836  | ↗39 076 | ↗39 178 | ↗39 580 | ↗39 967 | ↗40 446 | ↗40 915 |
| 2018    | 2019    | 2020    | 2021    | 2023    |         |         |
| ↗41 565 | ↗41 947 | ↗42 230 | ↗42 521 | ↘41 920 |         |         |

## Населённые пункты
В состав городского поселения входят 4 населённых пункта:
| № | Населённый пункт | Тип населённого пункта | Население (чел.) |
| - | ---------------- | ---------------------- | ---------------- |
| 1 | Темрюк           | город                  | ↘40 415          |
| 2 | Октябрьский      | посёлок                | ↘608             |
| 3 | Орехов Кут       | хутор                  | ↘0               |
| 4 | Южный Склон      | посёлок                | ↘182             |